# Sans logique
Singles de Mylène Farmer
Pourvu qu'elles soient douces
(1988) À quoi je sers…
(1989)
Sans logique est une chanson de Mylène Farmer, sortie en single le 20 février 1989, en tant que quatrième et dernier extrait de l'album Ainsi soit je…
Sur une musique rythmée composée par Laurent Boutonnat, Mylène Farmer écrit un texte qui aborde le dualisme.
Le clip, qui présente une corrida humaine, rappelle certains tableaux du peintre espagnol Francisco de Goya (notamment Le Sabbat des sorcières et Incantation).
Sans Logique connaît le succès en France dès sa sortie, devenant même no 1 des diffusions radio au printemps 1989, et permet à l'album Ainsi soit je… de se maintenir dans les meilleures ventes tout au long de l'année.

## Contexte et écriture

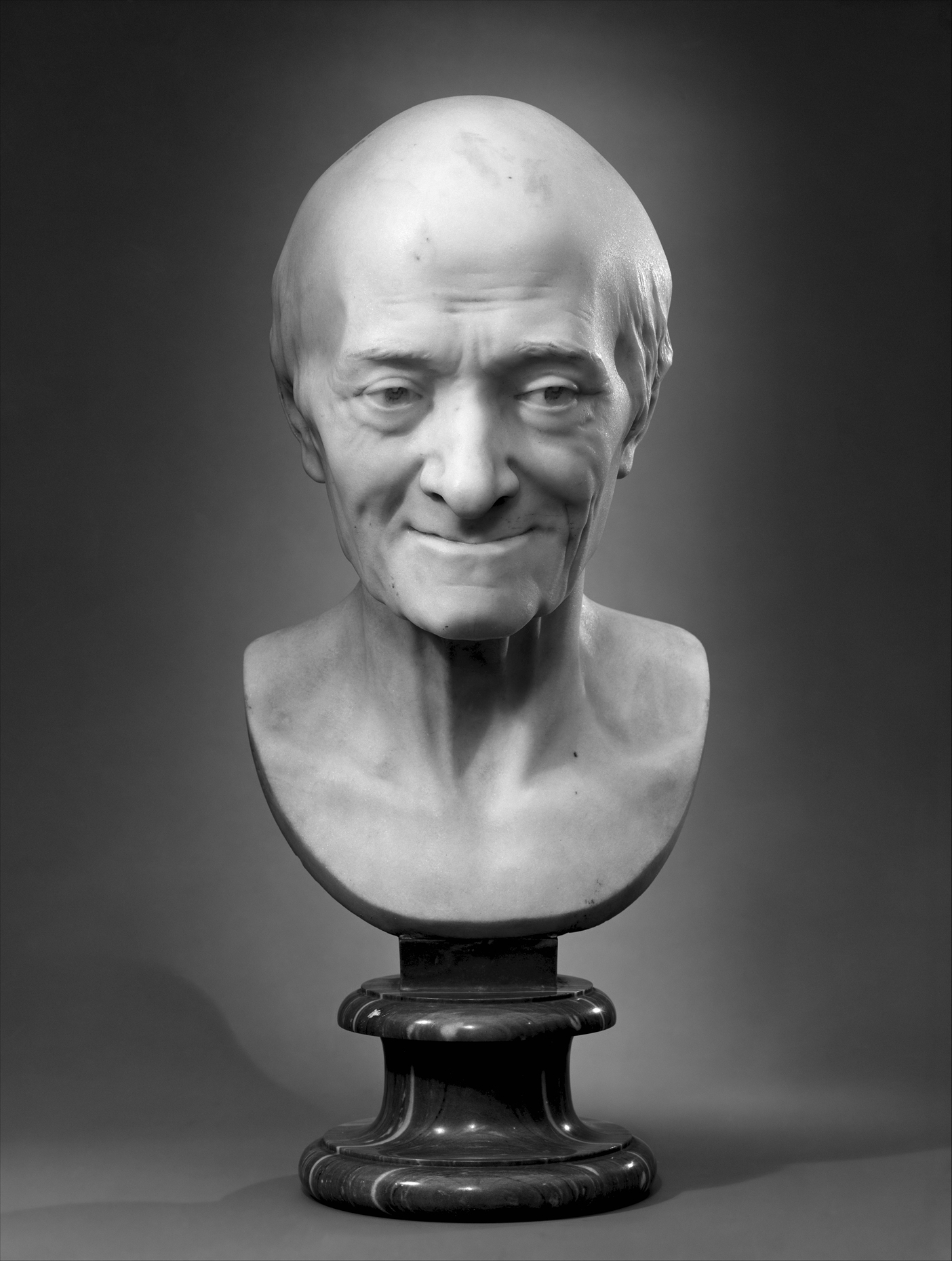
La phrase Si Dieu nous fait à son image est empruntée à Voltaire.

Alors qu'elle vient d'être élue « Artiste féminine de l'année 1988 » aux Victoires de la musique et que son titre Pourvu qu'elles soient douces continue de figurer en tête du Top 50, Mylène Farmer décide de poursuivre l'exploitation de son album Ainsi soit je… en sortant un nouvel extrait.

Après l'androgynie de Sans contrefaçon, la mélancolie d’Ainsi soit je… et l'érotisme de Pourvu qu'elles soient douces, elle porte son choix sur Sans logique, une chanson rythmée composée par Laurent Boutonnat, qui aborde le dualisme et la schizophrénie.
Selon la chanteuse, auteur du texte, « c'est le paradoxe satanique et angélique. Ma personnalité et ma dualité, c'est réellement ça. Je peux basculer très facilement d'un extrême à l'autre ».

La chanson commence par la phrase « Si Dieu nous fait à son image », une citation empruntée à Voltaire. L'image de Dieu est rapidement mise en opposition dans une des phrases suivantes avec « le Malin mal habité » (« le Malin » étant un des noms souvent donnés pour désigner le Diable).
Un légende raconte que lors de l'enregistrement du titre, un problème technique empêche la sauvegarde du morceau, ne laissant qu'un message d'erreur : « This is a blank formatted diskette ».
Laurent Boutonnat transforme alors ce message d'erreur en échantillon au début de la chanson,. Cet échantillon sonore n'est en réalité que le son obtenu par défaut lorsqu'on formatait une nouvelle disquette sur l'échantillonneur Mirage de la firme Ensoniq. 

## Sortie et accueil critique
Sorti le 20 février 1989, le 45 tours propose une version remixée de Sans Logique, plus brève et avec plus de guitares électriques. En face B figure un titre inédit, Dernier Sourire.

La pochette est illustrée par une photo de Marianne Rosenstiehl montrant Mylène Farmer avec une larme de sang coulant sur sa joue.

### Critiques
- « L'univers trouble et inquiétant de Mylène est si riche qu'il fait paraître ceux de ses concurrentes particulièrement vides et étriqués. » (Graffiti)[4]
- « Une fois encore, il n'y a rien à redire à ce titre. L'univers Farmer persiste et règne. » (Cool)[5]
- « Dans le mille ! Elle travaille, elle travaille… et c'est payant. Mylène est incontestablement le chef de file des chanteuses françaises. » (Spotlight)[6]
- « Une intro sombre et électro avec des samples de voix et une rythmique obsédante, une voix qui plane dans les aigus tout en suivant une sombre litanie et un refrain imparable. »[7]
- « L'écriture de ce titre est très intéressante, Mylène utilisant un langage très littéraire et significatif du XVIIIe siècle. »[1]
- « À l'image des précédents singles, Sans Logique concentre mélodies, arrangements et gimmicks léchés de Boutonnat et texte bien tourné de Farmer. »[8]

## Vidéo-clip

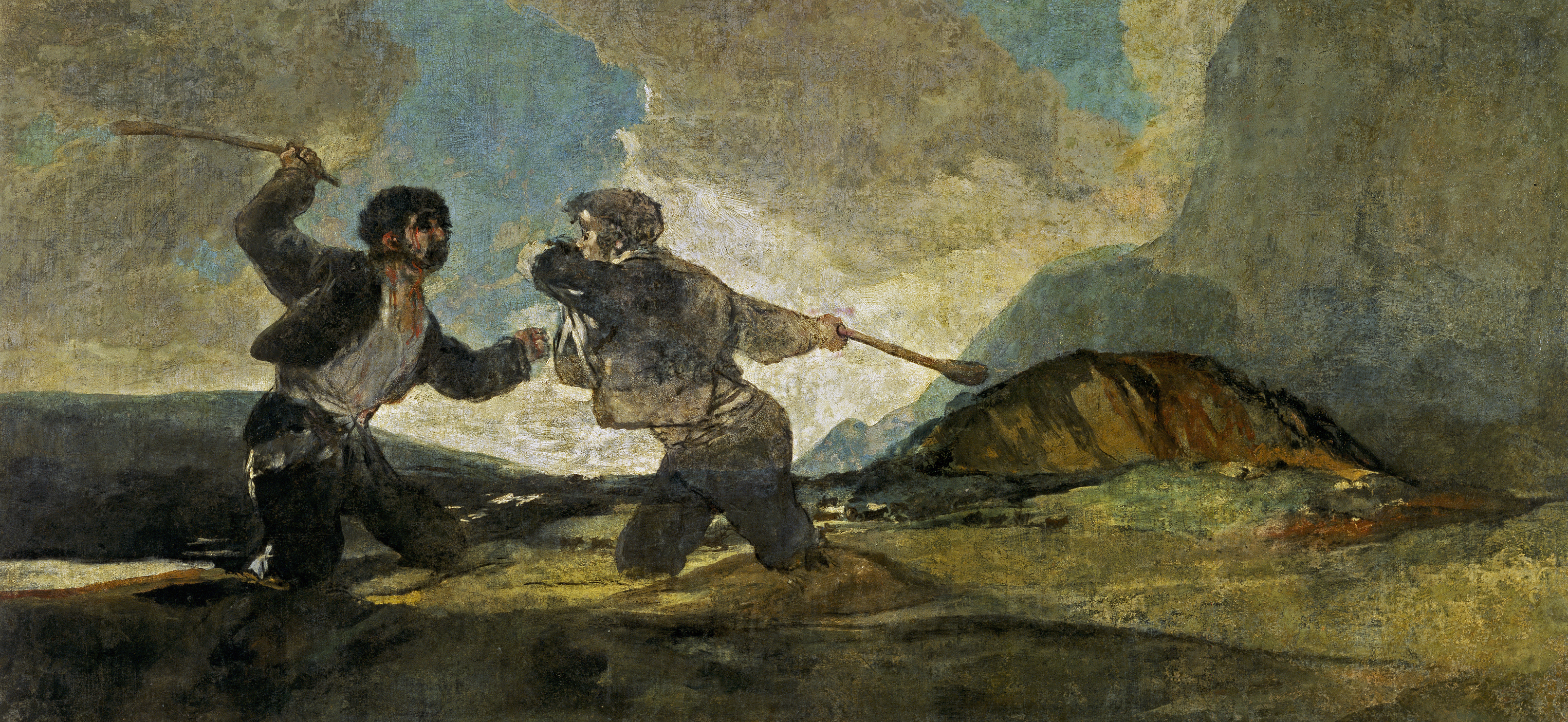
Duel au gourdin : un des tableaux de Goya dont le clip s'inspire.

Réalisé par Laurent Boutonnat et tourné en cinémascope, le clip, qui présente une corrida humaine, est tourné en une semaine aux studios d'Arpajon, pour un budget de plus d'un million de francs.
Plusieurs tableaux du peintre espagnol Francisco de Goya, issus de sa série Peintures noires, sont mis en images dans ce clip, notamment Le Sabbat des sorcières, Incantation, Duel au gourdin ou encore Femmes riant.

Des photographies de gitans de Josef Koudelka ont également inspiré le réalisateur.
La scène d’encornement inspirera Amélie Nothomb pour l'écriture de son roman Attentat, paru en 1997.

### Synopsis

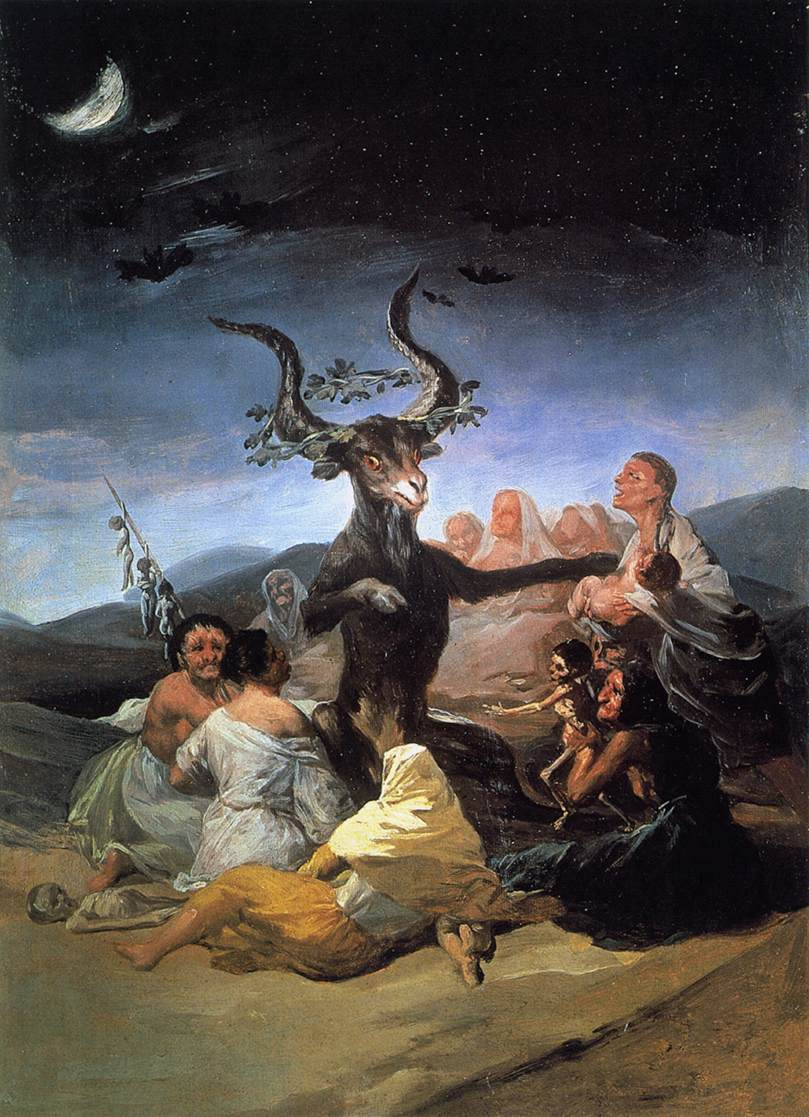
Le Sabbat des Sorcières de Goya.

Dans un paysage désolé sous un ciel sombre, un serpent rampe sur le sol. Une fillette gitane découvre une statuette du Christ sans sa croix.
Alors qu'elle nettoie la statuette boueuse, sept vieillards vêtus de noir approchent.
Dos à eux, Mylène et son amant gitan scellent un pacte de sang, tandis que la fillette re-crucifie la statuette.
Les vieillards s'assoient sur des bancs, impassibles.
De jeunes gitans se regroupent : l'un d'eux attrape des cornes métalliques, les accroche sur le front de Mylène et noue ses poignets dans son dos.
Les vieilles femmes soulèvent leurs voiles, les vieillards ôtent leurs chapeaux : la corrida humaine va commencer.

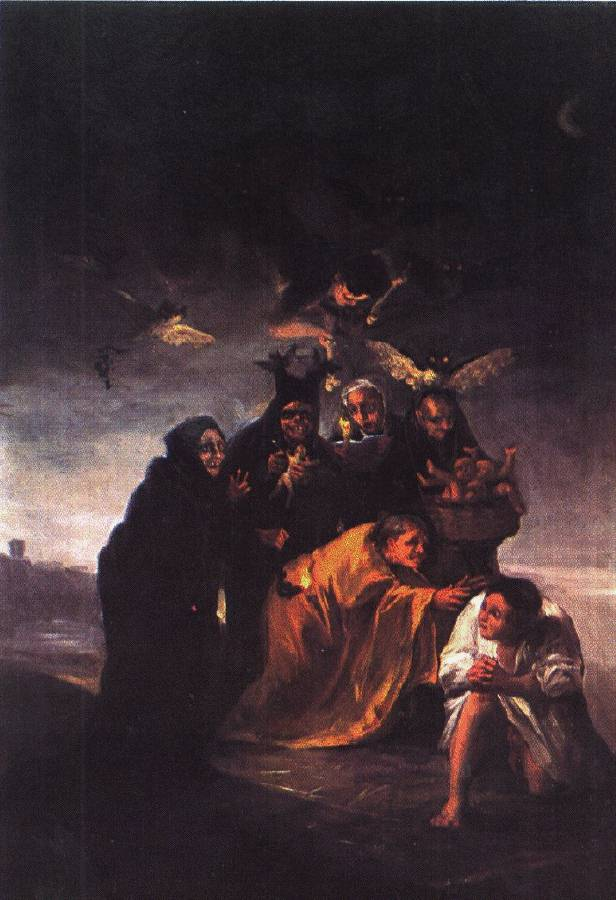
Incantation de Goya.

Les gitans se mettent en place pour jouer les toreros, face à une Mylène qui se prête au jeu.
Les vieillards semblent satisfaits, sourient et lancent quelques pièces. Ils deviennent hilares et applaudissent lorsqu'un enfant gitan se fait blesser la main par les cornes.
L'amant torero sort alors une pique et la plante dans le dos de Mylène. Tandis qu'elle hurle de douleur, les vieillards acclament le torero et le couvrent de pièces.
La fillette avec la statuette du Christ vient s'assoir devant les vieillards. Mylène semble alors devenir possédée.
Les yeux révulsés, elle fonce sur le torero. Célébrant toujours sa victoire, celui-ci ne voit pas le danger et se fait transpercer le ventre par les cornes d'acier.
Alors qu'il agonise au sol, Mylène redevient elle-même et réalise ce qu'elle vient de faire.
La pluie commence à tomber. Mylène reste auprès de son amant mourant.
Les vieillards, considérant le spectacle terminé, se lèvent et partent sans la moindre émotion. Les gitans ne sont préoccupés que par ramasser les pièces dans la boue.
La vidéo se termine par le visage de Mylène, une larme de sang coulant le long de sa joue.

### Sortie et accueil
Le clip est diffusé pour la première fois le 22 mars 1989 dans l'émission Fréquenstar sur M6.
- « Une véritable toile vivante. Grandiose! » (Podium)[11]
- « Les clips de Mylène Farmer sont décidément toujours en marge des actuelles productions : parfois dérangeants, toujours surprenants. » (Top secrets)[12]
- « Sans Logique est tout aussi surprenant, étrange et déroutant que les précédents et l'on a beau se dire qu'il se passera cette fois encore quelque chose d'inhabituel, le résultat dépasse toutes les espérances. » (Top 50)[13]
- « Sans Logique, mais aussi sans peur de la censure, la rousse libertine a su imposer, dans un style incomparable, une image d'elle troublante et visuellement professionnelle. » (Graffiti)[14]
- « L'une des plus belles vidéos de la chanteuse : images percutantes, références et interprétations multiples, symbolique riche. Il condense les thèmes forts du cinéaste Luis Buñuel, notamment la lutte sociale. » (Instant Mag)[15]
- « Boutonnat réalise un exercice de style de haute voltige : tourner un clip à la manière d'un tableau de Goya, en lui donnant une image et une lumière semblable à une œuvre du maître espagnol. Et le pari est réussi. »[8]
- « Un des clips les plus troublants et les plus aboutis du tandem Farmer-Boutonnat. »[7]

### Polémique
Le Parti ouvrier européen utilisera une photo tirée du clip montrant la chanteuse ayant les yeux blancs et portant ses cornes métalliques, avec le sous-titre « Ils promeuvent la laideur et la drogue : non à la sous-culture des médias ! »
Mylène Farmer poursuit alors en justice le secrétaire du parti, Jacques Cheminade, l'accusant d'avoir utilisé son image sans son consentement, en plus de propos diffamatoires.
Le Tribunal de grande instance de Paris jugera en faveur de la chanteuse.

## Promotion
Mylène Farmer interprète Sans Logique pour la première fois à la télévision le 24 février 1989 dans l'émission Avis de recherche sur TF1.
Seule sur scène, elle porte une robe noire et effectue une chorégraphie très saccadée, inspirée de mouvements de malades psychotiques.
Elle chantera le titre quatre autres fois à la télévision avec une chorégraphie adoucie : trois fois dans une tenue blanche inspirée du personnage de Pierrot (dans La Une est à vous, Sacrée Soirée et Jacky Show), et une fois dans un costume de Thierry Mugler entourée de la troupe de danseurs du Tour 89 (dans Avis de recherche).

## Classements hebdomadaires
Dès sa sortie, la chanson connaît le succès en France : no 1 des diffusions radio, elle atteint la 10e place au Top 50 au printemps 1989, où elle reste classée durant 15 semaines. Les importantes diffusions en télé et en radio lui vaudront de devenir l'une des 10 chansons ayant rapporté le plus de droits d'auteur en 1989.

Elle permet également à l'album Ainsi soit je… de se maintenir dans les meilleures ventes tout au long de l'année.
En 2018, Sans Logique atteint la 6e place des ventes de singles en France à la suite de la réédition du Maxi 45 tours par Universal.
| Classement (1989)  | Meilleure position |
| ------------------ | ------------------ |
| France (Ventes)    | 10                 |
| France (Radios AM) | 1                  |
| France (Radios FM) | 2                  |
| Europe (Ventes)    | 39                 |
| Europe (Radios)    | 20                 |

| Classement (2018) | Meilleure position |
| ----------------- | ------------------ |
| France (Ventes)   | 6                  |

## Liste des supports
| A. | Sans Logique (Logical Single Mix) | Mylène Farmer | Laurent Boutonnat | 4:00 |
| B. | Dernier Sourire                   | Mylène Farmer | Laurent Boutonnat | 5:05 |

| A.  | Sans Logique (Illogical Club Remix) | 7:11 |
| B1. | Dernier Sourire                     | 5:05 |
| B2. | Sans Logique (Logical Single Mix)   | 4:00 |

## Crédits
- Paroles : Mylène Farmer
- Musique : Laurent Boutonnat
- Production, arrangements et réalisation : Laurent Boutonnat
- Prise de son et mixage : Thierry Rogen assisté de Philippe Colonna
- Enregistré et mixé au Studio Mega
- Claviers acoustiques et synthétiseurs : Laurent Boutonnat
- Programmations : Thierry Rogen et Frédéric Rousseau
- Guitares : Slim Pezin
- Éditions : Bertrand Le Page et Polygram Music[26]

## Interprétations en concert
Mylène Farmer a interprété Sans Logique lors de sa première tournée en 1989, entourée de danseurs.
Absent des tournées de la chanteuse pendant trente ans, le titre est réinterprété lors sa résidence à Paris La Défense Arena en 2019, avec des jeux de lumière rappelant les cornes du clip. Une image du clip (où la chanteuse a les yeux blancs) sera d'ailleurs intégrée à cette mise en scène.

## Albums et vidéos incluant le titre

### Albums de Mylène Farmer
| Année | Album          | Version                                     | Durée     | Certifications de l'album  |
| 1988  | Ainsi soit je… | Version Album Instrumental (réédition 2024) | 4:30 4:32 | Diamant · Or · Or          |
| 1989  | En concert     | Live 1989                                   | 5:06      | 2 × Or                     |
| 1992  | Dance Remixes  | Illogical Club Remix                        | 7:11      | 2 × Or                     |
| 2001  | Les mots       | Logical Single Mix                          | 4:00      | Diamant · 2 × Platine · Or |
| 2019  | Live 2019      | Live 2019                                   | 3:51      | Platine                    |
| 2020  | Histoires de   | Live 2019                                   | 3:51      | Platine                    |
| 2021  | Plus grandir   | Logical Single Mix                          | 4:00      | Platine                    |
| 2025  | 86-97          | Version Album                               | 4:31      |                            |

### Vidéos de Mylène Farmer
| Année | Vidéo              | Version    | Durée | Certifications de la vidéo            |
| 1990  | Les clips vol. III | Vidéo-clip | 5:37  | 2 × Platine                           |
| 1990  | The Videos         | Vidéo-clip | 5:37  | -                                     |
| 1990  | En concert         | Live 1989  | 5:06  | 2 × Platine (VHS) · 2 × Platine (DVD) |
| 1997  | Music Videos       | Vidéo-clip | 5:37  | 3 × Platine (VHS) · Diamant (DVD)     |
| 2019  | Live 2019          | Live 2019  | 3:51  | Diamant                               |

### Compilations multi-artistes
| Année | Compilation                           | Version            | Durée | Certifications de l'album |
| 1989  | NRJ La plus belle compilation, vol. 2 | Logical Single Mix | 3:45  | Platine                   |

## Reprises
En 2020, Tiffany Well, une participante de l'émission La France a un incroyable talent sur M6, fait une reprise remarquée de Sans Logique.
L'année suivante, Thibaut Pez reprend à son tour le titre, reprise pour laquelle il tourne un clip.
En 2023, le titre est interprété par Fishbach lors de l'Hyper Weekend Festival à la Maison de la Radio et de la Musique.

## Dernier Sourire
En face B du 45 tours, figure Dernier Sourire, un titre inédit dont le thème est l'accompagnement d'un mourant.
La chanteuse a écrit ce texte en hommage à son père, décédé des suites d'une longue maladie trois ans plus tôt.
Elle enregistre une nouvelle version de cette chanson en 1992 pour la compilation caritative Urgences - 27 artistes pour la recherche contre le SIDA.
En 1999, elle interprète Dernier Sourire lors du Mylenium Tour.
Le titre, en version Live, figure sur le CD 2 titres de Dessine-moi un mouton, sorti en décembre 2000.